# Bill Foulkes
William Anthony " Bill " Foulkes (Phát âm: / f aʊ k s / hay / f oʊ k s /; Sinh ngày 5 tháng 1 năm 1932 - Mất ngày 25 tháng 11 năm 2013) là một cầu thủ Người Anh từng chơi cho Manchester United trong đội Busby Babes vào những năm 1950 và những năm 1960. Vị trí ưa thích của anh là Trung vệ. Đối với Manchester United, anh đã chơi 688 trận và anh đứng ở vị trí thứ 4 trong danh sách cầu thủ ra sân nhiều nhất chỉ sau Ryan Giggs, Bobby Charlton và Paul Scholes. Ông có 3 trận vào sân từ băng ghế chỉ đạo. Ông thi đấu hầu hết các trận cho United vào các mùa giải 1957–58, 1959–60 và 1964–65. Ông ghi tổng cộng 9 bàn thắng trong 18 mùa giải của mình tại United và giúp câu lạc bộ giành bốn chức vô địch Giải hạng nhất Anh, một FA Cup và một Cúp C1. Ông chỉ một lần chơi cho Đội tuyển bóng đá Anh vào năm 1955.
Sau khi nghỉ hưu khi trước đó là một cầu thủ, ông đã trải qua hơn 20 năm làm huấn luyện viên và nhà quản lý tại nhiều câu lạc bộ ở Anh và một số nước khác.

## Cuộc sống ban đầu
Bill Foulkes sinh ra ở St Helens, quận Lancashire, người con đầu tiên của ba đứa con của ông James Foulkes (1900-1970) và bà Ruth (1909-1961).
Ông nội của ông đã là đội trưởng của đội bóng bầu dục St Helens và cũng là một cầu thủ bóng bầu dục quốc tế của Đội tuyển Anh. Cha ông cũng đã chơi bóng bầu dục cho St Helens và cũng đã từng chơi bóng cho Đội bóng New Brighton AFC thuộc Giải Hạng ba khu phía Bắc Anh. Ở tuổi thiếu niên của mình, Foulkes sinh hoạt tại câu lạc bộ Whiston Boys và khi lớn lên ông làm thợ mỏ cho Lea Green Colliery. Đó là một công việc mà ông tiếp tục làm vào giữa những năm 1950 bởi thời gian đó ông đã là một cầu thủ đội một của Manchester United và tham dự một trận đấu bóng đá cho đội tuyển Anh.
Ông kết hôn với bà Teresa Suffler (sinh năm 1936) tại nhà thờ St Nicholas ở Whiston vào mùa xuân năm 1955. Họ có ba đứa con đó là: Stephen (sinh năm 1958), Geoff (sinh năm 1962) và Amanda (sinh năm 1963). Họ có bảy đứa cháu tên là: Lewis (sinh năm 1992), Matthew (sinh năm 1993),Adam (sinh năm 1996), Jessica, Edward, Harvey và Philippa.

## Manchester United

### Giai đoạn 1950–1957
Bill Foulkes đã được phát hiện bởi Manchester United khi anh đang chơi bóng cho câu lạc bộ Whiston Boys ở lứa 18 tuổi. Ông gia nhập câu lạc bộ United vào tháng 3 năm 1950 và chơi bóng cho đội học viện của câu lạc bộ trước khi choi bóng chuyên nghiệp vào tháng 8 năm 1951. Ông có trận đấu chuyên nghiệp chính thức của mình trong một trận đấu thuộc Giải hạng nhất với kình địch Liverpool vào ngày 13 tháng 12 năm 1952 ở tuổi 20. United thắng trận đấu này với tỷ số 2-1. Anh cũng chơi 2 trận cho đội bóng Anh với nhóm tuổi U23. Trong thời gian này, ông tiếp tục làm việc bán thời gian tại các mỏ than vào lúc rãnh rỗi khi không chơi bóng trong giải đấu.
Foulkes ghi bàn đầu tiên của anh cho câu lạc bộ Manchester United khi đối đầu với Newcastle United trong một trận đấu Giải hạng nhất vào ngày 2 tháng 1 năm 1954 tại sân St James' Park. United kết thúc mùa giải ở vị trí thứ năm.
Foulkes thi đấu trận đầu tiên cho đội tuyển Anh sau khi ra mắt cho United khoảng 22 tháng, chơi bên cánh phải để chống lại Đội bóng Bắc Ireland vào ngày 2 tháng 10 năm 1954. Tuy nhiên, đó chỉ là trận đấu quốc tế duy nhất trong suốt cả sự nghiệp của ông. Đó là trận đấu sau khi ông ngừng làm việc tại các mỏ than.
Trong mùa giải 1955-1956, Foulkes đã giành chức vô địch đầu tiên của anh với United. Càng về cuối mùa giải đó, Foulkes thấy mình không phù hợp ở vị trí cánh phải. Do đó, Huấn luyện viên Matt Busby của United đã đưa đồng đội Ian Greaves thay thế Foulkes ở cánh phải. Foulkes phản ứng gay gắt và buộc phải xuống chơi ở đội dự bị, sau một thời gian được gọi là trở lại để chơi cho đội một. Và sau đó ông thi đấu thường xuyên cho đội một kể từ mùa giải tới cho đến cuối những năm 1960.
United giành chức vô địch trong mùa giải 1955-1956 và do đó đủ điều kiện để chơi ở cúp châu Âu trong mùa giải tiếp theo 1956-1957. Bất chấp sự phản đối từ Liên đoàn bóng đá Anh, United đã trở thành đại diện đầu tiên của nước Anh ở cúp châu Âu. Trong trận đấu thứ hai của Cúp châu Âu, United đánh bại Anderlecht với tỷ số 10-0 mặc dù Foulkes không ghi bàn. Kết quả này là chiến thắng kỷ lục của United trong một trận đấu ở châu Âu. Trong mùa giải đó, Foulkes đã giúp United vào vòng bán kết của Cúp châu Âu, khi để thua chung cuộc bởi Real Madrid với tổng tỷ số 5-3 sau khi thua 1-3 tại Bernabeu và hòa 2-2 trong trận lượt về tại Sân vận động Maine Road. United cũng đi đến trận chung kết FA Cup, bị thua 2-1 bởi Aston Villa nhưng đã bảo vệ thành công danh hiệu vô địch của họ trong mùa giải đó.

### Thảm họa hàng không Munich
Manchester United dành chức vô địch tại Giải hạng nhất Anh trong mùa giải 1956-1957, United một lần nữa đại diện nước Anh thi đấu tại cúp châu Âu trong mùa giải 1957-1958. Đây là mùa bi kịch thảm họa máy bay Munich. Trong trận lượt về vòng tứ kết với đội bóng Red Star Belgrade ở Nam Tư, United đã cầm hòa 3-3, chiến thắng chung cuộc 5-4 và giành quyền đi tiếp. Sau trận đấu, đội bóng đã có một buổi liên hoan tại Đại sứ quán Anh, nơi mỗi người được tặng một chai rượu Gin.
Trên hành trình trở lại Manchester vào ngày 6 tháng 2 năm 1958, chiếc máy bay của hãng hàng không British European Airways chở đội bóng đã dừng lại tại Munich để tiếp nhiên liệu. Sau hai nỗ lực cất cánh trở lại thất bại, trong lần thứ 3 chiếc máy bay đã nổ tung. 21 người đã thiệt mạng ngay lập tức sau vụ nổ. Foulkes chỉ bị thương nhẹ khi bị một chai rựou gin rơi trên đầu. Cơ trưởng Kenneth Rayment cũng ra đi sau đó vài tuần do vết thương quá nặng, trong khi Duncan Edwards [1 trong 8 nạn nhân] đã không thể chiến thắng được thần chết sau 15 ngày chống chọi. Thảm kịch này là một phần không thể xóa nhòa trong lịch sử của Manchester United. Sir Matt Busby đã vượt qua nỗi đau tưởng chừng như không thể lành để xây dựng lại một đội bóng tuyệt vời, đội bóng đã mang lại chiếc cup châu Âu 10 năm sau đó. Roger Byrne (28), Eddie Colman (21), Mark Jones (24), David Pegg (22), Tommy Taylor (26), Geoff Bent (25), Liam Whelan (22) và Duncan Edwards (21) là những cầu thủ đã thiệt mạng, cùng với thư ký CLB - Walter Crickmer, HLV thể lực - Tom Curry và trợ lý Bert Whalley. Tám phóng viên đã thiệt mạng - Alf Clarke, Tom Jackson, Don Davies, George Fellows, Archie Ledbrook, Eric Thompson, Henry Rose, và Frank Swift. Ngoài ra còn có cơ trưởng - Ken Rayment, Willie Satinoff - bạn của Sir Matt Busby. Đại diện của hãng du lịch - Bela Miklos và Tom Cable - thành viên phi hành đoàn.

### Giai đoạn 1958–1966
Ngay sau vụ tai nạn, Foulkes đã được chọn làm đội trưởng của câu lạc bộ thay thế cho đồng đội Byrne, người đã bị mất trong vụ tai nạn. Sau trận đấu với Sheffield Wednesday, West Bromwich Albion và Fulham, United đi đến trận chung kết cúp FA, bị thua 2-0 trước Bolton Wanderers. Tuy nhiên, Đội bóng không thành công trong giải đấu, giành chiến thắng chỉ 1 trận đấu với Sunderland, hòa 5 trận và thua 8 trận và kết thúc ở vị trí thứ chín. Trong trận bán kết của cúp châu Âu, United thắng 2-1 trong trận lượt đi với AC Milan, nhưng bị thua 4-0 trong trận lượt về tại Sân San Siro và chấp nhận thua 5-2 chung cuộc.
Manchester United kết thúc vị trí thứ nhì trong giải đấu đầu tiên sau thảm họa hàng không Munich, nhưng sau đó đã hoàn thành thứ bảy mùa giải 1959-1960 và mùa giải 1960-1961, kết thúc vị trí thứ 15 trong mùa giải 1961-1962 - vào thời điểm này là kết thúc vị trí thấp nhất sau chiến tranh của câu lạc bộ. Tại giải FA Cup, câu lạc bộ kết thúc ở vòng 3, vòng 5, vòng 4 và vòng bán kết lần lượt trong bốn mùa giải sau thảm họa Munich.
Trong mùa giải 1962-1963, United kết thúc mùa giải ở vị trí thứ 19 nhưng đã giành chức vô địch Cúp FA sau khi đánh bại Leicester City với tỷ số 3-1 vào 25 tháng 5 năm 1963. Trong suốt thời gian này, Foulkes gặp vấn đề sức khỏe từ vụ tai nạn. Sau đó, ông nói: "Tôi đã mất rất nhiều trọng lượng, tôi không thể ăn, không ngủ được và mất thể lực."
Ngày 10 tháng 10 năm 1960, Busby đưa Foulkes trở lại vị trí trung vệ lần đầu tiên, sau khi thử nghiệm với một loạt các cầu thủ ở vị trí này sau khi vụ tai nạn đã cướp đi trụ cột Mark Jones và kết thúc sự nghiệp thi đấu của Jackie Blanchflower hơn hai năm trước đây. Một lần nữa ông được thi đấu ở vị trí ưa thích của mình trong phần còn lại của sự nghiệp cầu thủ nhưng ông đã không thi đấu cho đến năm 1963. Trong mùa giải 1963-1964, United kết thúc vị trí thứ hai trong giải đấu và đoạt chức vô địch trong mùa giải 1964-65 khi giành chiến thắng 13 trận sau 15 trận. Bởi sau đó, Foulkes và Charlton là hai người duy nhất sống sót sau thảm họa hàng không Munich. Trong mùa giải 1966-1967, Foulkes đã giúp United giành chức vô địch một lần nữa, hoàn thành thành tích với bốn chức vô địch trong sự nghiệp của mình, nhiều hơn bất kỳ cầu thủ nào khác của United thời đại của ông và hơn bất kỳ cầu thủ nào khác tại các câu lạc bộ trong 32 năm tiếp theo.

### Chiến thắng Cup châu Âu
Manchester United giành chức vô địch trong ở mùa giải 1966-1967, United một lần nữa đủ điều kiện tham dự Cúp châu Âu. Sau khi đánh bại Hibernians, Sarajevo và Górnik Zabrze, United phải đối mặt với đội bóng Real Madrid ở vòng bán kết. Foulkes đã không chơi ở trận lượt đi tại Old Trafford nhưng United giành được một chiến thắng chật vật với tỷ số 1-0. Tuy nhiên, anh đã chơi trong trận lượt về tại sân Bernabeu vào ngày 15 tháng 5 năm 1968, trong đó Real Madrid đã dẫn 3-1 ở hiệp một nhưng David Sadler ghi bàn trong hiệp hai để san bằng tỷ số 3-3 chung cuộc. Gần cuối trận đấu, George Best treo bóng vào vòng cấm để Foulkes sút bóng vào lưới, ghi bàn quan trọng nhất trong sự nghiệp của mình và đưa United vào chơi trận chung kết.
Trận chung kết được tổ chức tại Sân vận động Wembley vào ngày 29 tháng 5 năm 1968. Đối thủ là đội bóng Benfica. Foulkes thi đấu ở trung tâm hàng phòng ngự. Khi trận đấu bước sang hiệp phụ với tỉ số là 1-1 với bàn thắng duy nhất cho United của Charlton. Sau đó, lần lượt Best, Brian Kidd và Charlton ghi mỗi người một bàn thắng giúp United giành thắng lợi 4-1, trở thành đội bóng Anh đầu tiên giành Cúp châu Âu. Mười năm sau thảm họa máy bay Munich, Foulkes cuối cùng cũng giành được một chức vô địch Cúp châu Âu ở tuổi 36. Ông và Charlton là hai cầu thủ duy nhất còn lại ở câu lạc bộ từ thời điểm vụ tai nạn. Thật vậy, tất cả những người sống sót khác, ngoại trừ Harry Gregg (còn ở lại Old Trafford đến năm 1966) đã rời câu lạc bộ sau bốn năm sau thảm họa này.

### Sự nghiệp cầu thủ cuối cùng
Sau khi giành Cúp châu Âu, Foulkes cảm thấy anh đã đạt được tất cả những gì có thể và muốn nghỉ hưu. Tuy nhiên, Busby đã thuyết phục anh ở lại thêm hai năm nữa, mặc dù ông ít chơi bóng thường xuyên trong thời gian này. Mùa giải tiếp theo, United kết thúc vị trí thứ 11 trong bảng xếp hạng. Trong mùa giải 1969-1970, Wilf McGuinness (Một trong những đồng đội của Foulkes vào cuối những năm 1950) thay thế Busby trở thành nhà quản lý của United. Foulkes chỉ chơi ba trận dưới thời McGuinness, trong trận đấu cuối cùng bằng một thất bại 1-4 trước Southampton tại Old Trafford vào ngày 16 tháng 8 năm 1969. Giai đoạn này, anh là cầu thủ lớn tuổi nhất trong đội bóng ở tuổi 37 và thực sự là một trong những cầu thủ lâu đời nhất trong giải The Football League. Ông chính thức giã từ sân cỏ vào ngày 1 tháng 6 năm 1970 ở tuổi 38.
Đến cuối sự nghiệp của mình, Foulkes đã ra sân 688 lần cho United và ghi được 9 bàn thắng. Ông từng giữ kỷ lục ra sân nhiều nhất cho câu lạc bộ cho đến khi Charlton (ra sân 758 trận) đã vượt qua anh một thời gian sau đó. Sau này có thêm Ryan Giggs và Paul Scholes cũng vượt qua ông, mặc dù ông vẫn còn đứng vị trí thứ tư với tư cách là cầu thủ ra sân nhiều nhất cho United. Ông cũng đã 3 lần ra sân thay thế cầu thủ khác trong mùa giải 1968-1969 ở Giải hạng Nhất Anh. Ông cũng thi đấu đỉnh cao cho United trong các mùa giải 1957-1958, 1959-1960, 1963-1964 và 1964-1965. Ông cũng thi đấu ở Giải hạng nhất suốt 18 mùa giải, hầu hết tham dự của ông với tư cách là một cầu thủ thường xuyên và là cầu thủ phục vụ lâu nhất tại câu lạc bộ vào thời gian của trận đấu cuối cùng của mình. Anh ghi tổng cộng chín bàn thắng cho United, bàn thắng lần đầu tiên trong giải đấu với một chiến thắng 2-1 trước Newcastle United vào ngày 2 tháng 1 năm 1954  và bàn thắng cuối cùng vào ngày 15 tháng 5 năm 1968 tại bán kết Cúp châu Âu trong trận lượt về ở thành phố Madrid.
Sau khi nghỉ hưu, ông đã ở lại Old Trafford khi đảm nhiệm vai trò một huấn luyện viên đội trẻ trong giai đoạn 1970-1975, ông đã phục vụ cho United suốt 25 năm.

### Sự nghiệp Huấn luyện viên
Sau khi ngừng làm huấn luyện tại United, Foulkes quản lý một số đội bóng. Đầu tiên, ông làm nhà quản lý một câu lạc bộ không chuyên nghiệp Witney United, mà sau đó biết đến với cái tên "Witney Town". Năm 1975, ông đến Mỹ tiếp quản các đội bóng Chicago Sting (1975–77), Tulsa Roughnecks (1978–79) và San Jose Earthquakes (1980). Sau đó ông đến Na Uy trong giai đoạn 1980-1988, tại đây ông đã làm quản lý với các đội bóng Steinkjer FK, IL Bryn, Lillestrøm SK và Viking FK.
Năm 1988, ông đến Nhật Bản và làm quản lý câu lạc bộ F.C. Mazda tại thành phố Hiroshima cho đến năm 1991. Sau đó, ông đã trở về Anh vào năm 1992.
Trong tháng 10 năm 1992, ông bán đấu giá các huy chương trong sự nghiệp của mình tại Christie vì ông cần tiền. Hai mươi sản phẩm được bán đấu giá với giá 35 000 £. Tất cả các huy chương của ông đã được bán đấu giá, huy chương Cúp châu Âu của ông được bán với giá 11 000 £, trong khi áo ông mặc trong trận chung kết Cúp châu Âu được đấu giá 1800 £. Huy chương Cúp châu Âu của Foulkes đã được bán lại tại một cuộc đấu giá tại Sotheby ở London trong tháng 11 năm 2012 như một phần của một bộ sưu tập các kỷ vật thể thao; thời gian này, nó được bán với giá gần gấp bốn lần vào khoảng 40 000 £.

## Cuộc sống sau này và cái chết
Gần đây nhất là năm 2000, ông vẫn huấn luyện tại FA Manchester, và thường làm khách mời tại Nhật Bản để triển lãm sân vận động, bởi vì bốn năm làm huấn luyện viên ở Nhật Bản và trong thời gian đó ông đã học tiếng Nhật.
Vào tháng 4 năm 2011, Hình ảnh của ông được dựng thành phim bởi nam diễn viên James Callas Ball ở hãng truyền hình BBC trên kênh TV drama United, câu chuyện trong đó đã tập trung xung quanh thảm họa máy bay Munich. Foulkes đã qua đời ở tuổi 81 tại Manchester vào ngày 25 tháng 11 năm 2013 vì bị Bệnh Alzheimer.  Lưu trữ ngày 3 tháng 12 năm 2013 tại Wayback Machine

## Thống kê sự nghiệp
| Mùa giải  | First Division | First Division | FA Cup  | FA Cup       | League Cup† | League Cup†  | Charity Shield | Charity Shield | Europe  | Europe       | FIFA Club World Cup | FIFA Club World Cup | Tổng cộng | Tổng cộng    |
| Mùa giải  | Số trận        | Số bàn thắng   | Số trận | Số bàn thắng | Số trận     | Số bàn thắng | Số trận        | Số bàn thắng   | Số trận | Số bàn thắng | Số trận             | Số bàn thắng        | Số trận   | Số bàn thắng |
| --------- | -------------- | -------------- | ------- | ------------ | ----------- | ------------ | -------------- | -------------- | ------- | ------------ | ------------------- | ------------------- | --------- | ------------ |
| 1952–53   | 2              | 0              | 0       | 0            |             |              | 0              | 0              | 0       | 0            | 0                   | 0                   | 2         | 0            |
| 1953–54   | 32             | 1              | 1       | 0            | 0           | 0            | 0              | 0              | 0       | 0            | 33                  | 1                   |           |              |
| 1954–55   | 41             | 0              | 3       | 0            | 0           | 0            | 0              | 0              | 0       | 0            | 44                  | 0                   |           |              |
| 1955–56   | 26             | 0              | 1       | 0            | 0           | 0            | 0              | 0              | 0       | 0            | 27                  | 0                   |           |              |
| 1956–57   | 39             | 0              | 6       | 0            | 1           | 0            | 8              | 0              | 0       | 0            | 54                  | 0                   |           |              |
| 1957–58   | 42             | 0              | 8       | 0            | 1           | 0            | 8              | 0              | 0       | 0            | 59                  | 0                   |           |              |
| 1958–59   | 32             | 0              | 1       | 0            | 0           | 0            | 0              | 0              | 0       | 0            | 33                  | 0                   |           |              |
| 1959–60   | 42             | 0              | 3       | 0            | 0           | 0            | 0              | 0              | 0       | 0            | 45                  | 0                   |           |              |
| 1960–61   | 40             | 0              | 3       | 0            | 2           | 0            | 0              | 0              | 0       | 0            | 0                   | 0                   | 45        | 0            |
| 1961–62   | 40             | 0              | 7       | 0            | 0           | 0            | 0              | 0              | 0       | 0            | 0                   | 0                   | 47        | 0            |
| 1962–63   | 41             | 0              | 6       | 0            | 0           | 0            | 0              | 0              | 0       | 0            | 0                   | 0                   | 47        | 0            |
| 1963–64   | 41             | 1              | 7       | 0            | 0           | 0            | 1              | 0              | 6       | 0            | 0                   | 0                   | 55        | 1            |
| 1964–65   | 42             | 0              | 7       | 0            | 0           | 0            | 0              | 0              | 11      | 0            | 0                   | 0                   | 60        | 0            |
| 1965–66   | 33             | 0              | 7       | 0            | 0           | 0            | 0              | 0              | 8       | 1            | 0                   | 0                   | 48        | 1            |
| 1966–67   | 33             | 4              | 1       | 0            | 1           | 0            | 0              | 0              | 0       | 0            | 0                   | 0                   | 35        | 4            |
| 1967–68   | 24             | 1              | 0       | 0            | 0           | 0            | 1              | 0              | 6       | 1            | 0                   | 0                   | 31        | 2            |
| 1968–69   | 13             | 0              | 0       | 0            | 0           | 0            | 0              | 0              | 5       | 0            | 2                   | 0                   | 20        | 0            |
| 1969–70   | 3              | 0              | 0       | 0            | 0           | 0            | 0              | 0              | 0       | 0            | 0                   | 0                   | 3         | 0            |
| Tổng cộng | 566            | 7              | 61      | 0            | 3           | 0            | 4              | 0              | 52      | 2            | 2                   | 0                   | 688       | 9            |

† Giải League Cup bắt đầu vào mùa giải 1960-1961.

## Những thành tích
Manchester United
- First Division (4): 1955–56, 1956–57, 1964–65, 1966–67
- FA Cup (1): 1962–63
- European Cup (1): 1967–68
- Charity Shield (4): 1956, 1957, 1965*, 1967* (* Đồng vô địch)